# California State Route 14

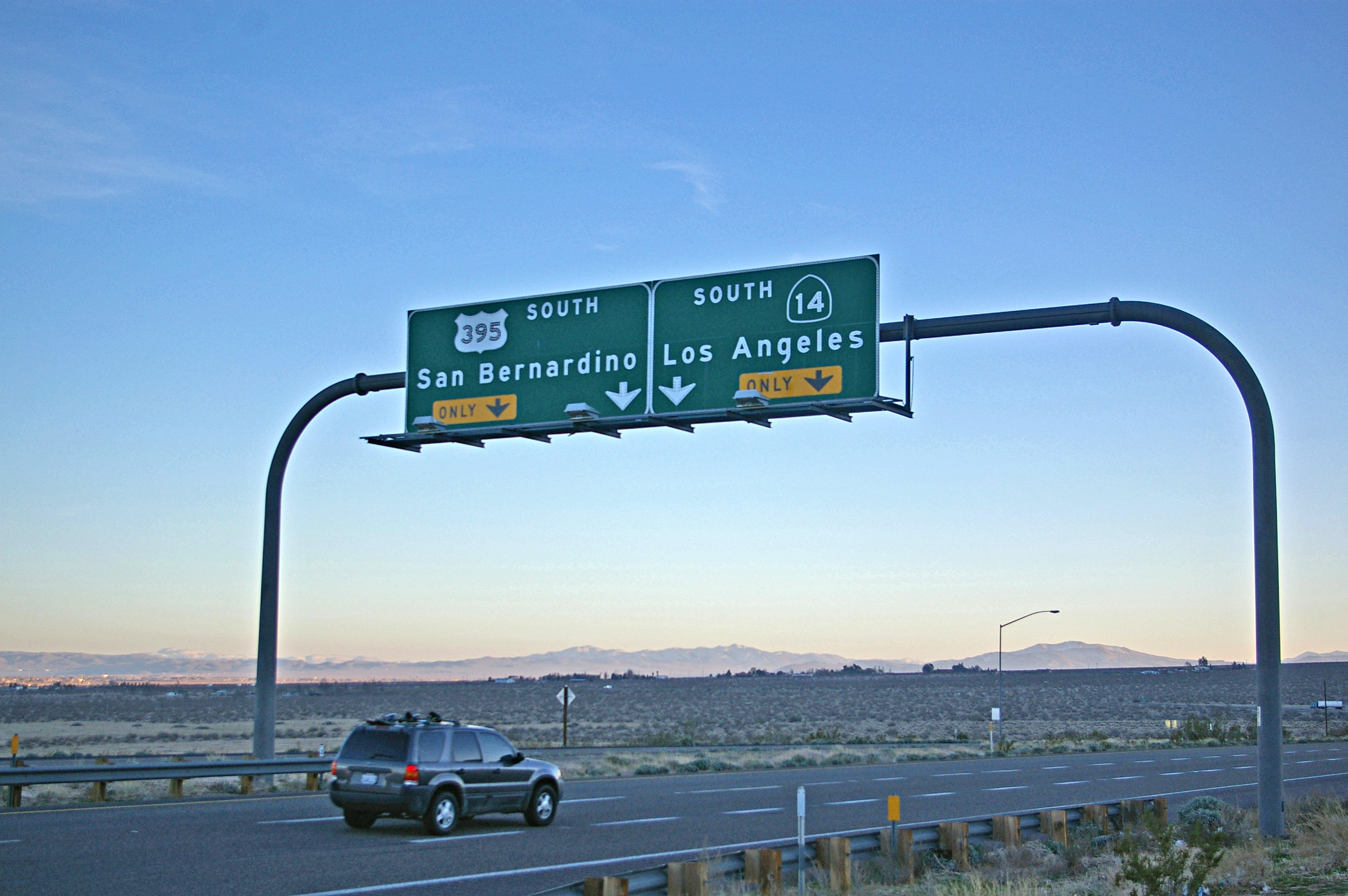
Das nördliche Ende der CA14 nahe Inyokern

Die California State Route 14 (kurz CA 14) ist eine State Route im US-Bundesstaat Kalifornien, die in Nord-Süd-Richtung verläuft.
Die State Route beginnt an der Interstate 5 nahe Santa Clarita und endet nahe Inyokern am U.S. Highway 395. Sie verläuft durch die Mojave-Wüste und ist deshalb als High Desert bekannt. Zusammen mit dem U.S. 395 verbindet sie die das Greater Los Angeles Area mit großen Orten wie Reno. Während der südliche Teil der Straße durch ländliche Schluchten und Vororten führt, bietet der nördliche Abschnitt eine gute Sicht auf die Sierra Nevada-Bergkette. Teilweise verläuft die State Route durch wüstenartiges Gebiet und besonders um Mojave durch sehr dünn besiedeltes Gebiet.
Am 13. Oktober 2007 gab es einen schweren Unfall mit mehreren Toten und Verletzten am Newhall Pass Interchange mit der Interstate 5. Die Unfallstelle lag etwa 48 km nördlich der Innenstadt von Los Angeles, in einem etwa 170 m langen Umgehungstunnel für LKWs.